# まちまち
『まちまち』は、かがみふみをによる日本の漫画作品。

## 登場人物
高木史子
背が高い女の子。運動や目立つことは苦手。
古賀勇大
背が低い男の子。
花田小雪
小柄な女の子。
河田
会長。
設楽
小学校教師。
森本
高校教師。
サチコ
史子の友人。

## 単行本
- かがみふみを 『まちまち』 双葉社〈コミックハイ!〉、全2巻
  1. 2007年11月12日発行、ISBN 9784575834277
  2. 2008年5月12日発行、ISBN 9784575834826